# Feldhockey-Weltmeisterschaft der Damen 2006
Die 11. Feldhockey-Weltmeisterschaft der Damen wurde vom 27. September bis 8. Oktober 2006 in Madrid ausgetragen. Die Spiele fanden auf dem Gelände des Club de Campo statt.
Der offizielle Name des Turniers lautete Samsung World Cup Women. Es traten zwölf Nationalmannschaften zunächst in zwei Gruppen und danach in Platzierungsspielen gegeneinander an. Insgesamt wurden 42 Länderspiele absolviert.
Weltmeister wurden zum sechsten Mal die Niederlande, die sich im Finale mit 3:1 gegen Australien durchsetzen konnten.
Deutschland wurde durch die deutsche Hockeynationalmannschaft der Damen vertreten.

## Austragungsort
Einziger Austragungsort der Feldhockey-Weltmeisterschaft der Damen ist das Clubgelände des Club de Campo in der spanischen Hauptstadt Madrid. Auf der Anlage gibt es zwei Kunstrasenspielfelder, davon ein Spielfeld mit Tribünen für Zuschauer.

## Qualifikation
Es sind die fünf Kontinentalmeister teilnahmeberechtigt.
| Asien  | Amerika     | Afrika    | Ozeanien   | Europa      |
| ------ | ----------- | --------- | ---------- | ----------- |
| Indien | Argentinien | Südafrika | Australien | Niederlande |

Außerdem sind der Vizeeuropameister und Olympiasieger, Deutschland, und der Gastgeber, Spanien, direkt qualifiziert.
Die übrigen fünf Starterplätze wurden durch das Qualifikationsturnier Samsung World Cup Qualifier 2006 vergeben, welches vom 25. April bis 6. Mai 2006 in Rom stattfand. Dabei qualifizierten sich England, Südkorea, Japan, USA und China für das Turnier.

## Schiedsrichter
Für die Weltmeisterschaft wurden 14 Schiedsrichterinnen von der FIH nominiert.
| Japan               | Chieko Akiyama       | Australien  | Julie Ashton-Lucy     |
| Niederlande         | Caroline Brunekreef  | Deutschland | Ute Conen             |
| Südafrika           | Marelize de Klerk    | Argentinien | Carolina de la Fuente |
| Schottland          | Jean Duncan          | Neuseeland  | Sarah Garnett         |
| Argentinien         | Soledad Iparraguirre | Schottland  | Anne McRae            |
| Volksrepublik China | Miao Lin             | Italien     | Gina Spitaleri        |
| Australien          | Minka Woolley        | Japan       | Kazuko Yasueda        |

## Gruppen

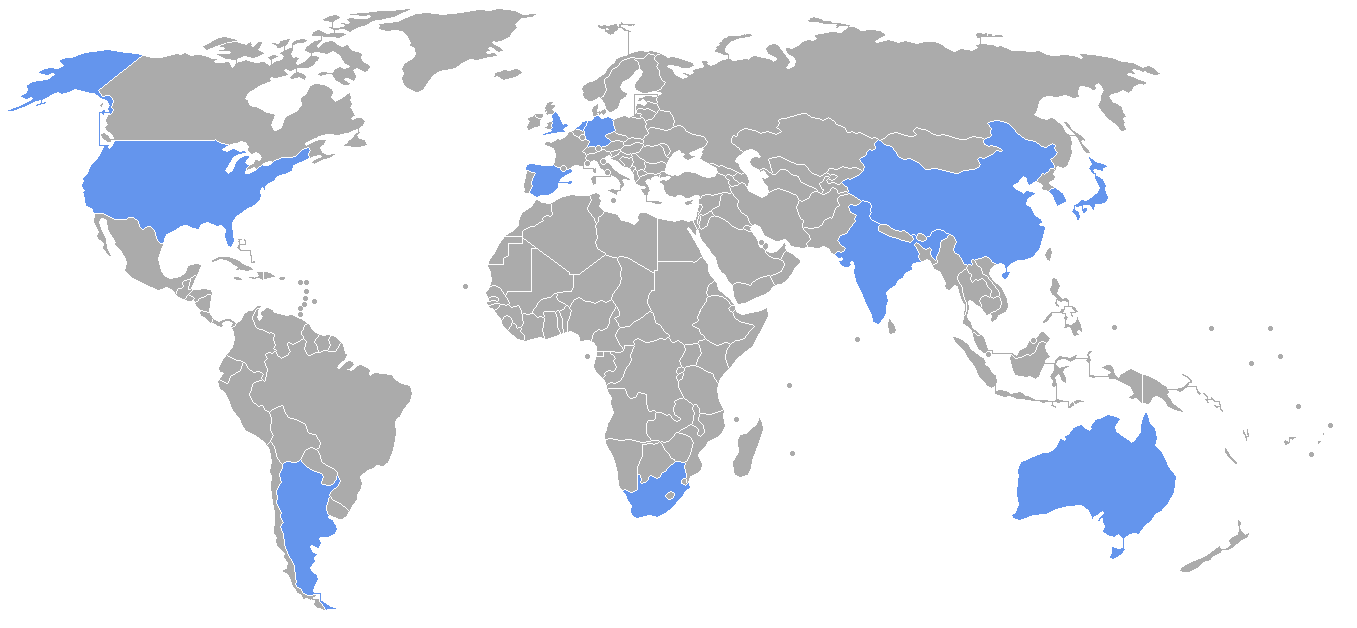
Weltkarte mit den Teilnehmernationen

Die Gruppen wurden nach der Weltrangliste des Welthockeyverbandes FIH eingeteilt.
| Gruppe A        | Gruppe B                |
| --------------- | ----------------------- |
| Niederlande (1) | Argentinien (2)         |
| Deutschland (3) | Australien (4)          |
| China (5)       | Südkorea (7)            |
| England (9)     | Japan (8)               |
| Spanien (10)    | Südafrika (11)          |
| Indien (14)     | Vereinigte Staaten (12) |

In Klammern sind die Platzierungen in der Weltrangliste der FIH (Sahara Women's World Rankings) zur Zeit der Gruppeneinteilung angegeben.

## Vorrunde

### Gruppe A
Tabelle
| Rang | Land        | Spiele | S | U | N | Tore  | Punkte |
| ---- | ----------- | ------ | - | - | - | ----- | ------ |
| 1    | Niederlande | 5      | 4 | 1 | 0 | 12:03 | 13     |
| 2    | Spanien     | 5      | 3 | 1 | 1 | 06:05 | 10     |
| 3    | England     | 5      | 2 | 2 | 1 | 06:05 | 8      |
| 4    | Deutschland | 5      | 2 | 1 | 2 | 06:05 | 7      |
| 5    | China       | 5      | 1 | 0 | 4 | 05:13 | 3      |
| 6    | Indien      | 5      | 0 | 1 | 4 | 07:11 | 1      |

Ansetzungen
| Spielnummer – Datum – Uhrzeit | Mannschaft 1 | Mannschaft 2 | Ergebnis |
| ----------------------------- | ------------ | ------------ | -------- |
| 27. September 2006 - 12:00    | Niederlande  | Indien       | 3:2      |
| 27. September 2006 - 14:30    | China        | England      | 2:3      |
| 27. September 2006 - 16:00    | Spanien      | Deutschland  | 1:0      |
| 29. September 2006 - 14:00    | England      | Niederlande  | 0:1      |
| 29. September 2006 - 16:00    | China        | Spanien      | 0:1      |
| 29. September 2006 - 18:00    | Indien       | Deutschland  | 2:3      |
| 1. Oktober 2006 - 12:00       | Niederlande  | Spanien      | 2:0      |
| 1. Oktober 2006 - 14:00       | Indien       | England      | 1:1      |
| 1. Oktober 2006 - 16:00       | Deutschland  | China        | 3:1      |
| 3. Oktober 2006 - 12:00       | England      | Deutschland  | 1:0      |
| 3. Oktober 2006 - 14:00       | China        | Niederlande  | 1:6      |
| 3. Oktober 2006 - 16:00       | Spanien      | Indien       | 3:2      |
| 4. Oktober 2006 - 12:00       | Niederlande  | Deutschland  | 0:0      |
| 4. Oktober 2006 - 14:00       | Indien       | China        | 0:1      |
| 4. Oktober 2006 - 16:00       | Spanien      | England      | 1:1      |

### Gruppe B
Tabelle
| Rang | Land        | Spiele | S | U | N | Tore  | Punkte |
| ---- | ----------- | ------ | - | - | - | ----- | ------ |
| 1    | Australien  | 5      | 4 | 1 | 0 | 11:04 | 13     |
| 2    | Argentinien | 5      | 3 | 1 | 1 | 09:08 | 10     |
| 3    | USA         | 5      | 2 | 1 | 2 | 06:06 | 7      |
| 4    | Japan       | 5      | 1 | 2 | 2 | 06:05 | 5      |
| 5    | Südkorea    | 5      | 2 | 1 | 2 | 05:08 | 4      |
| 6    | Südafrika   | 5      | 0 | 2 | 3 | 03:09 | 2      |

Ansetzungen
| Spielnummer – Datum – Uhrzeit | Mannschaft 1 | Mannschaft 2 | Ergebnis |
| ----------------------------- | ------------ | ------------ | -------- |
| 27. September 2006 - 12:30    | Südkorea     | Japan        | 2:1      |
| 27. September 2006 - 14:00    | Australien   | Südafrika    | 1:0      |
| 27. September 2006 - 18:00    | Argentinien  | USA          | 2:1      |
| 28. September 2006 - 14:00    | Südkorea     | Südafrika    | 0:0      |
| 28. September 2006 - 16:00    | Australien   | USA          | 3:1      |
| 28. September 2006 - 18:00    | Argentinien  | Japan        | 3:2      |
| 30. September 2006 - 14:00    | Südkorea     | Australien   | 3:4      |
| 30. September 2006 - 16:00    | USA          | Japan        | 0:0      |
| 30. September 2006 - 18:00    | Südafrika    | Argentinien  | 2:2      |
| 2. Oktober 2006 - 12:00       | Japan        | Australien   | 0:0      |
| 2. Oktober 2006 - 14:00       | Südafrika    | USA          | 1:3      |
| 2. Oktober 2006 - 16:00       | Argentinien  | Südkorea     | 2:0      |
| 4. Oktober 2006 - 12:30       | Südafrika    | Japan        | 0:3      |
| 4. Oktober 2006 - 14:30       | Südkorea     | USA          | 0:1      |
| 4. Oktober 2006 - 18:00       | Australien   | Argentinien  | 3:0      |

## Platzierungsspiele
Plätze 9 bis 12
|  | Halbfinale neun bis zwölf | Halbfinale neun bis zwölf |                         |   | Spiel um Platz neun     | Spiel um Platz neun     |
|  |                           |                           |                         |   |                         |                         |
|  | China                     | 4                         |                         |   |                         |                         |
|  | Südafrika                 | 0                         |                         |   |                         |                         |
|  | 6. Oktober 2006 – 12:30   |                           |                         |   |                         |                         |
|  |                           |                           | 7. Oktober 2006 – 19:00 |   |                         |                         |
|  | China                     | 1                         |                         |   |                         |                         |
|  |                           | Südkorea                  | 2                       |   |                         |                         |
|  |                           |                           |                         |   |                         |                         |
|  | Spiel um Platz elf        |                           |                         |   |                         |                         |
|  | 6. Oktober 2006 – 15:00   | 6. Oktober 2006 – 15:00   | Südafrika               | 0 |                         |                         |
|  | Südkorea                  | 4                         | Indien                  | 1 |                         |                         |
|  | Indien                    | 1                         |                         |   | 7. Oktober 2006 – 18:00 | 7. Oktober 2006 – 18:00 |

Plätze 5 bis 8
|  | Halbfinale fünf bis acht | Halbfinale fünf bis acht |                         |   | Spiel um Platz fünf     | Spiel um Platz fünf     |
|  |                          |                          |                         |   |                         |                         |
|  | England                  | 0                        |                         |   |                         |                         |
|  | Japan                    | 2                        |                         |   |                         |                         |
|  | 6. Oktober 2006 – 11:30  |                          |                         |   |                         |                         |
|  |                          |                          | 7. Oktober 2006 – 16:30 |   |                         |                         |
|  | Japan                    | 1                        |                         |   |                         |                         |
|  |                          | USA                      | 0                       |   |                         |                         |
|  |                          |                          |                         |   |                         |                         |
|  | Spiel um Platz sieben    |                          |                         |   |                         |                         |
|  | 6. Oktober 2006 – 14:00  | 6. Oktober 2006 – 14:00  | England                 | 2 |                         |                         |
|  | USA                      | 1                        | Deutschland             | 1 |                         |                         |
|  | Deutschland              | 0                        |                         |   | 8. Oktober 2006 – 12:00 | 8. Oktober 2006 – 12:00 |

## Finalspiele
|  | Halbfinale              | Halbfinale              |                         |   | Finale                  | Finale                  |
|  |                         |                         |                         |   |                         |                         |
|  | Niederlande             | 3                       |                         |   |                         |                         |
|  | Argentinien             | 1                       |                         |   |                         |                         |
|  | 6. Oktober 2006 – 16:30 |                         |                         |   |                         |                         |
|  |                         |                         | 8. Oktober 2006 – 17:00 |   |                         |                         |
|  | Niederlande             | 3                       |                         |   |                         |                         |
|  |                         | Australien              | 1                       |   |                         |                         |
|  |                         |                         |                         |   |                         |                         |
|  | Spiel um Platz drei     |                         |                         |   |                         |                         |
|  | 6. Oktober 2006 – 19:00 | 6. Oktober 2006 – 19:00 | Argentinien             | 5 |                         |                         |
|  | Australien              | 1                       | Spanien                 | 0 |                         |                         |
|  | Spanien                 | 0                       |                         |   | 8. Oktober 2006 - 14:30 | 8. Oktober 2006 - 14:30 |

## Endklassement
| Platz | Land        |
| ----- | ----------- |
| 1     | Niederlande |
| 2     | Australien  |
| 3     | Argentinien |
| 4     | Spanien     |
| 5     | Japan       |
| 6     | USA         |
| 7     | England     |
| 8     | Deutschland |
| 9     | Südkorea    |
| 10    | China       |
| 11    | Indien      |
| 12    | Südafrika   |

## Medaillengewinnerinnen
| Platz | Land        | Sportlerinnen |
| ----- | ----------- | --- |
| 1     | Niederlande | Lisanne de Roever, Eefke Mulder, Fatima Moreira de Melo, Jiske Snoeks, Miek van Geenhuizen, Wieke Dijkstra, Sylvia Karres, Maartje Goderie, Minke Smabers, Minke Booij, Janneke Schopman, Chantal de Bruijn, Maartje Paumen, Naomi van As, Ellen Hoog, Eveline de Haan, Sophie Polkamp, Kim Lammers                                      |
| 2     | Australien  | Rachel Imison, Suzie Faulkner, Karen Smith, Kim Walker, Rebecca Saunders, Emily Halliday, Madonna Blyth, Wendy Beattie, Nicole Arrold, Kobie McGurk, Donna Lee Patrick, De-Anne Gilbert (ohne Einsatz), Angie Lambert, Melanie Twitt, Hope Munro, Teneal Attard, Sarah Taylor, Nikki Hudson                                              |
| 3     | Argentinien | Mariela Antoniska, Magdalena Aicega, Rosario Luchetti, Ayelén Stepnik, Alejandra Gulla, Luciana Aymar, Agustina Bauza, Agustina García, Carla Rebecchi, Mariana González Oliva, Mercedes Margalot, María de la Paz Hernández, Maria Florencia d’Elia, Paola Vukojicic, Mariné Russo, Gabriela Aguirre, Claudia Burkart, Giselle Kañevsky |